# 渡部七郎
渡部 七郎（わたなべ しちろう、1902年11月30日 - 1990年12月5日 ）は、日本の経営者。伊予銀行頭取を務めた。

## 来歴・人物
愛媛県出身。1928年に東京帝国大学経済学部を卒業し、同年に伊予銀行に入行した。1947年12月に取締役に就任し、1953年6月に常務を経て、1963年10月に副頭取に就任し、1969年10月には頭取に昇格。1983年6月には会長に就任。
1973年11月に勲四等瑞宝章を受章し、1984年11月に勲三等瑞宝章を受章。
1990年12月5日、老衰のために死去。88歳没。